# کوزوووو (شهرستان نگجتسا)
کوزوووو (به لهستانی:  Kozłowo) یک روستا در لهستان است که در گمینا کوزوووو واقع شده‌است.
 کوزوووو  ۳٬۰۰۰ نفر جمعیت دارد.